# Clemency
Clemency är en stad och var fram till 2012 en kommun i Luxemburg. Den låg i kantonen Canton de Capellen och distriktet Luxemburg, i den sydvästra delen av landet, 18 kilometer väster om huvudstaden Luxemburg. 
Motsvarande område ingår nu i kommunen Käerjeng. 
Omgivningarna runt Clemency är en mosaik av jordbruksmark och naturlig växtlighet. Runt Clemency är det tätbefolkat, med 427 invånare per kvadratkilometer.